# Фирсов, Егор Павлович
Егор Павлович Фирсов (укр. Єгор Павлович Фірсов; род. 1 декабря 1988, Донецк) — украинский политический деятель. Народный депутат Украины VII (от партии «УДАР») и VIII (от партии «Блок Петра Порошенко») созывов.
С 20 ноября 2019 по 13 мая 2020 года занимал должность временно исполняющего обязанности Председателя Государственной экологической инспекции Украины.

## Биография
Мать — государственный служащий, отец — мелкий предприниматель.
Политикой заинтересовался во время событий оранжевой революции, присоединился к партии «Наша Украина», из которой вышел в 2005 году из-за недовольства применением этой силой платных массовок.
На местных выборах 2010 года работал в избирательном штабе партии «Единый центр», занимался борьбой с фальсификациями.
В 2011 году присоединился к партии «УДАР», занимался Донецким городским и областным (с марта 2012 года) отделениями. В 2011 году работал учителем истории и правоведения школе № 4 города Авдеевка. С 2011 по 2012 год был помощником народного депутата Ирины Геращенко.
В марте 2012 года возглавил предвыборный штаб партии в Донецкой области. В ходе подготовки к парламентским выборам в рамках борьбы с фальсификациями познакомился с бывшим главой СБУ и однопартийцем Валентином Наливайченко. Был включён в партийный список под № 37, но не прошёл в парламент.
Являлся активным участником Евромайдана, организовывал Автомайдан в Донецкой области.
В 2014 году окончил Донецкий национальный университет по специальности «Правоведение».
24 апреля 2014 года принял присягу в качестве народного депутата Верховной рады VII созыва, заменив ушедшего из парламента Романа Ванзуряка.
Во время событий весной 2014 года занимался организацией проукраинских митингов и создания народных дружин в ряде городов Донецкой области и самом Донецке во избежание захвата административных зданий сторонниками ДНР. 23 мая 2014 года был назначен внештатным советником главы Днепропетровской областной администрации и предпринимателя Игоря Коломойского. Позже занимался организацией президентских выборов в контролируемых Украиной районах Донецкой области.
На парламентских выборах в ноябре 2014 года выдвигался по партийному списку партии «Блок Петра Порошенко» по квоте присоединившейся к ней партии «УДАР», став одним из самых молодых депутатов созыва.
В ноябре 2015 года вошёл в состав внутрифракционной группы «Антикоррупционная платформа». 8 февраля 2016 года вышел из фракции «БПП» из-за её позиции в конфликте между министром экономического развития Айварасом Абромавичусом и депутатом Игорем Кононенко. Сам Фирсов заявил о том, что не желает оставаться в партии и фракции, чьи лидеры занимаются «коррупционной деятельностью».
28 марта ЦИК Украины лишил мандата вместе с Николаем Томенко после прекращения их полномочий съездом БПП. 29 марта 2016 года председатель Верховной Рады Украины Владимир Гройсман объявил о досрочном прекращении депутатских полномочий Егора Фирсова на основании решения съезда партии «Блок Петра Порошенко „Солидарность“» от 25 марта 2016 года, принятого в соответствии с ч. 6 ст. 81 Конституции Украины и с учётом постановления Центральной избирательной комиссии Украины № 91 от 28 марта 2016 года.
Выдвинул свою кандидатуру на довыборах народного депутата 17 июля 2016 года в Чернигове. Согласно июньскому соцопросу КМИС занял второе место с 5,7 % голосов, уступая строительному предпринимателю Максиму Микитасю (14,1 %) и неопределившимся (около 40 %). По итогам голосования занял пятое место с результатом 4,07 % (1 980 голосов).
В мае 2017 года объявил о создании партии «Альтернатива», которая по его словам, должна стать альтернативой «Оппозиционному блоку» на Донбассе. Спустя год, в мае 2018 года, лидер партии «Альтернатива» Фирсов и лидер партии «Гражданская позиция» Анатолий Гриценко объявили об объединении политических сил накануне президентских и парламентских выборов. Накануне президентских выборов 2019 года Фирсов был избран членом Координационного совета партии «Гражданская позиция». Фирсов был включён в первую десятку партии на парламентских выборах, на которых данная политическая сила набрала 1,04 % голосов избирателей и не прошла в парламент.
20 ноября 2019 года Кабинет министров Украины назначил Фирсова исполняющим обязанности главы Государственной экологической инспекции Украины. По словам Фирсова на данный пост его пригласил премьер-министр Алексей Гончарук. 12 марта 2020 года Фирсов заявил, что неизвестные подожгли его автомобиль. 13 мая 2020 года стало известно, что Фирсов был уволен со своей должности.
В августе 2020 года объявил о баллотировании на пост городского головы Киева от новосозданной партии «Экологическая альтернатива».
С 2022 года военнослужащий ВСУ и парамедик.

## Взгляды
В вопросе конфликта на востоке страны отмечал невозможность реинтеграции контролируемых ДНР и ЛНР территорий из-за наличия там активного давления и влияния со стороны соседней РФ. Также указывал на глубокий экономический кризис в регионе, усилившийся из-за военных действий.
Родным языком является русский.